# Boris Deheljan
Boris Deheljan (Beograd, 11. april.1981) srpski je umetnik čije stvaralaštvo pripada Marginalnoj umetnosti (енгл. Art Brut).

## Biografija
Boris Deheljan je rođen u Beogradu, gde je završio srednju mašinsku školu. 
U mladosti svoja interesovanja je prvobitno kanalisao ka auto i moto mehanici, te je još kao tinejdžer napravio, odnosno, adaptirao svoj prvi motor i bio prvi takmičar moto trka za svoj lokalni garažni klub. Kasnije je u istoj toj garaži svoj stvaralački dar krenuo da koristi u razne svrhe pa između ostalog i u umetnosti. Boris Deheljan je samouki stvaralac.
Umetnik se osim vajarstvom bavi pozorišnom i filmskom scenografijom.

## Skulpture
Inspirisan mehanikom, rokenrolom i jugoslovenskom kinematografijom, 2013. počinje da izrađuje skulpture od čelika, od kojih su najznačajniji i najinteresantniji u prirodnoj veličini izrađeni Džimi Hendriks, Majls Dejvis, Valter (lik Velimira Bate Živojinovića u filmu Valter brani Sarajevo) i Raša Popov koji se nalazi u Ulici 27. marta na istoimenom platou.
Osim ove četiri figure u prirodnim veličinama, Deheljan je napravio i dvadesetak manjih skulptura (lampi), koje su u privatnom vlasništvu. Još jedna značajna manja Deheljanova skulptura je bista Branislava Nušića, napravljena u čast piscu i postavljena na fasadu balkona Fondacije Nušić u Beogradu.
Materijal od kojih su napravljene skulpture su šrafovi, razne žice, navrtke (matice), armature, ekseri, flahovi i drugi metalni profili, spojeni u celinu sistemom zavarivanja CO2 aparatom.
Svi radovi stvoreni su bez kalupa i modela u zavisnosti od inspiracije i tehnike, deo po deo. Šake i lice nastaju topljenjem žice za zavarivanje i vajanjem na licu mesta.
Iza sebe ima četiri samostalne i šest kolektivnih izložbi, od kojih je najznačajnija kolektivna postavka u Parizu, Halle Saint Pierre 2017. godine.
Autor je skulpture Raše Popova u Beogradu.

## Samostalne izložbe
- 2014. „Gvozdena kap” — Kulturni centar „Čukarica”
- 2015. "Svi vi što maštate o sreći — Galerija „Štab”
- 2016. „Snaga duše” — Galerija „Štab”
- 2017. „Pa šta” — Galerija „Štab”

### Značajnije kolektivne izložbe
- Muzej Halle Saint Pierre u Parizu, pod nazivom „Turbulences dans les Balkans” (2017)
- „Magična vitalnost marginalnih”, umetnički paviljon Cvijeta Zuzurić (2018)
- Muzički festival Exit (2016 — 2018)
- Festival „Dev9t” (2016 — 2021)
- „Biraj”, udruženje umetnika „Dunav ARS” (2020)
- Contemporary art fair - CAF — Galerija „N.EON” (2020)
- "Susreti", umetnicki paviljon "Cvijeta Zuzoric" (2023)

## Ostale aktivnosti
Deheljanov talenat, brza idejna rešenja i dovitljivost, a pre svega stručnost u svom zanatu bivaju primećeni od strane prijatelja iz raznih umetničkih sfera, te je tako počeo da radi na raznim projektima, između ostalog u sektoru scenografije gde je bio deo tima koji je radio scenografiju za srpski horor „Mamula”, za „Četiri ruže” ali i za pojedine pozorišne predstave.
2013. Pomoćnik scenografa, dekorater i oružar- Film „Mamula” Milana Todorovića
2015. umetnički direktor- Film Vasilija Nikitovića- „Četiri ruže”
2020. Scenograf- Film i serija Miroslava Momčilovića- “Vikend sa ćaletom”
2023/24. Asistent scenografa i izvodjac vajarskih radova- Film Lordana Zafranovica "Djeca Kozare"
2024/2025. Scenograf I izvodjač Vajarskih radova - film Gorana Radovanovića ,,Lubarda-Na kuću ti gavran pao,,

## Spoljašnje veze
- https://www.ard-wien.de/2017/07/09/art-brut-in-serbien/
- http://www.urbanbug.net/magazin/vest/dzimi-hendriks-i-majls-dejvis-sa-dev9t-idu-u-pariz- Архивирано на веб-сајту  (14. октобар 2018)
- http://www.novosti.rs/vesti/kultura.71.html:683427-Nusiceva-bista
- https://www.kurir.rs/zabava/pop-kultura/3134941/napravio-valtera-od-celika-i-7-000-srafova-umetnik-oziveo-batu-zivojinovica-u-garazi-video
- http://rs.n1info.com/a242167/Vesti/Kultura/Beogradski-Majls-Dejvis-i-Hendriks-zajedno-idu-u-Pariz.html Архивирано на веб-сајту  (20. април 2017)
- https://web.archive.org/web/20181015043531/https://www.drawingnowparis.com/portfolio-item/halle-saint-pierre-2/
- https://www.vitraz.net/boris-deheljan/
- https://www.imdb.com/name/nm6034679/